# Хасав'юртівський район
Хасав'юртівського район — адміністративно-територіальна одиниця і муніципальне утворення в республіці Дагестан Російської Федерації.
Адміністративний центр — місто Хасав'юрт, розташоване на відстані 82 км до Махачкали.

## Географія
Район розташований на півночі Дагестану, межує на півночі з Бабаюртівським райном, на заході з Гудермеським районом Чеченської республіки, на сході з Кизилюртовським районом Дагестану, на південному заході з Новолакським районом, на півдні з Казбеківськиом районом. Територія району оточує територію міста Хасав'юрт, який не входить до складу району і утворює окреме муніципальне утворення.
Площа території — 1423,6 км².

## Населення
Національний склад
Нижче наводяться дані про національний склад району за даними Всеросійського перепису населення
 2010 року (без міста Хасавюрт):
| Народ      | Чисельність, чол. | Частка від усього населення,% |
| ---------- | ----------------- | ----------------------------- |
| Аварці     | 44360             | 31,41 %                       |
| Кумики     | 43321             | 30,67 %                       |
| Чеченці    | 36391             | 25,77 %                       |
| Даргинці   | 7613              | 5,39 %                        |
| Лезгини    | 7475              | 5,29 %                        |
| Росіяни    | 343               | 0,24 %                        |
| Лакці      | 322               | 0,23 %                        |
| Інші       | 543               | 0,38 %                        |
| Не вказали | 864               | 0,61 %                        |
| Всього     | 141232            | 100,00 %                      |

## Економіка
У Хасав'юртівському районі вирощують зернові культури, овочі, фрукти. Розводять велику рогату худобу, овець. Розвинене виноградарство, птахівництво.
У місті Хасав'юрт є приладобудівний, цегельний, залізобетонних виробів і консервний заводи, швейна і меблева фабрики. Розвинена харчова промисловість, орієнтована на переробку місцевої сільськогосподарської сировини: консервний комбінат (фруктові, овочеві, м'ясні консерви), м'ясокомбінат, молочний і виноробний заводи.

## Відомі особистості
У районі народився:
- Аджієв Алібек Муцалханович (1936—2017) —  радянський російський вчений-виноградар (с. Хамав'юрт).